# نوووکورنگنو
نوووکورنگنو (به لاتین: Nowokornino) یک روستا در لهستان است که در گمینا خاینووکا واقع شده‌است.